# Albert Chambonnet
Albert Chambonnet, alias Didier, né le 4 octobre 1903 à Bessèges (Gard) et mort exécuté par la Gestapo le  27 juillet 1944 à Lyon, est un résistant français. Albert Chambonnet est compagnon de la Libération. Il est inhumé au cimetière du Val d'Enfer à Cerdon.

## Biographie
Officier de carrière dans l'armée de l'air, il rejoint la base aérienne de Lyon-Bron début 1941 où il fait la connaissance de Claudius Billon et Lucien Degoutte, puis rejoint le mouvement Combat.
Démobilisé au moment de l'invasion de la Zone libre, il devient chef de l'Armée secrète pour la région Rhône-Alpes.
En octobre 1943, sous le pseudonyme de Didier, il devient le chef régional de l'Armée secrète ; en janvier 1944, il devient le chef régional des Forces françaises de l'intérieur pour la Région R1.
Le 10 juin 1944, il est arrêté place des Terreaux à Lyon et remis à la Gestapo.
Interné à la Prison Montluc, il est torturé, ne parle pas et est condamné à mort.
Le 27 juillet 1944, il est exécuté en représailles à un attentat perpétré la nuit précédente, place Bellecour, contre le café du Moulin à vent, fréquenté par les Allemands.

## Distinctions
- Chevalier de la Légion d'honneur à titre posthume
- Compagnon de la Libération à titre posthume par décret du 28 mai 1945[4]
- Croix de guerre 1939–1945, palme de bronze
- Médaille de la Résistance française par décret du 25 février 1958[5]

## Hommages

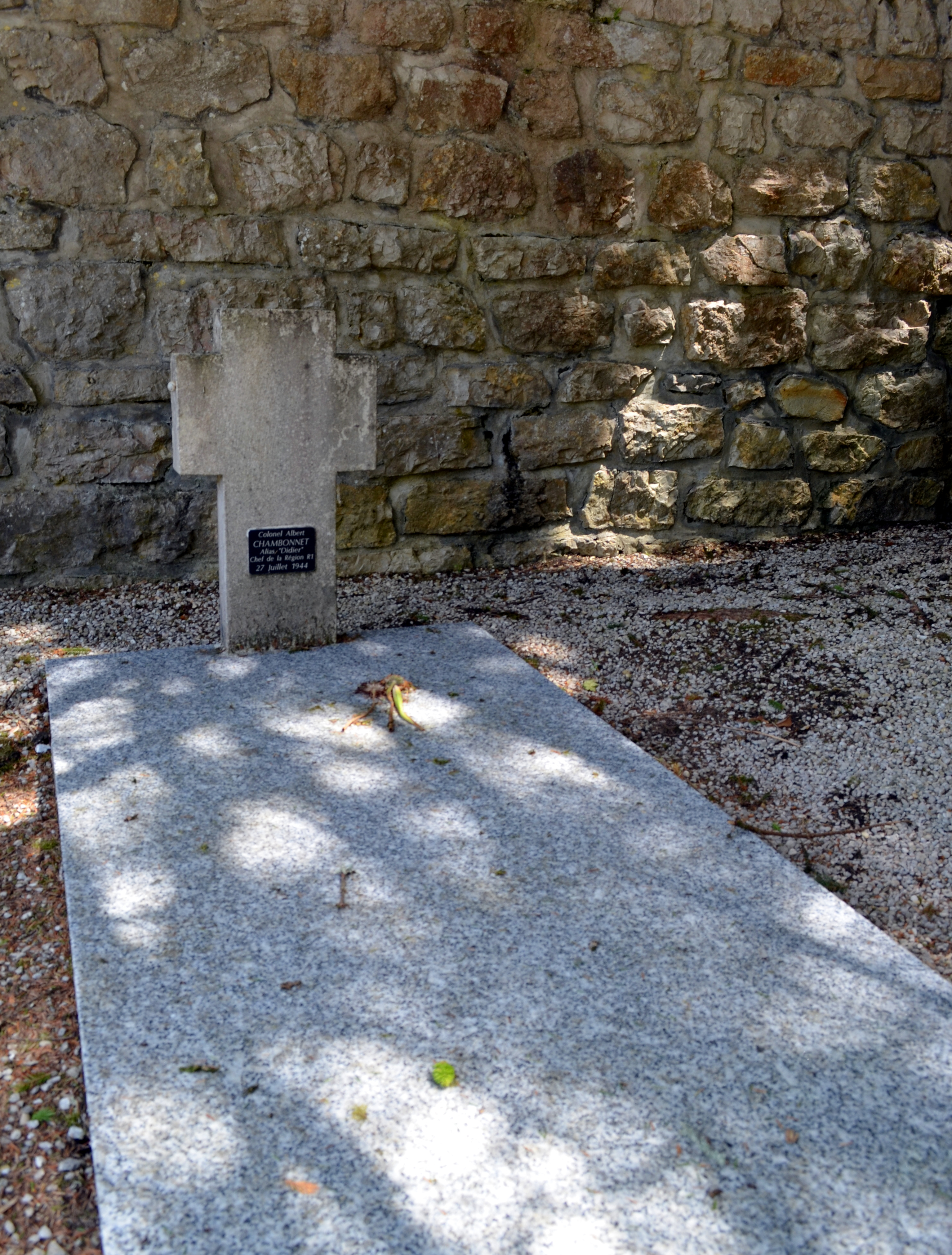
La tombe d'Albert Chambonnet à Cerdon.

Un maquis de l'Ain et du Rhône a porté son nom de résistance, le camp Didier basé dans les environs de Mionnay et dirigé, entre autres, par Jean Gouailhardou.
La base aérienne 278 Ambérieu-en-Bugey porte son nom.
Il y a une rue du colonel-Chambonnet à Lyon ; il y en a également une à Bron. Une rue Albert Chambonnet existe également à Bessèges.

## Sources